# 溫德加嶺
72°57′S 3°46′W / 72.950°S 3.767°W
溫德加嶺（Vindegga Ridge），是南極洲的山嶺，位於毛德皇后地的瑪塔公主海岸，處於博格地塊，挪威製圖師根據探險隊的測量和空中照片繪入地圖，現時由南極條約體系管理。